# 米塔區
米塔區（西班牙語：Distrito de Mito），是秘魯的一個區，位於該國中部胡寧大區的康塞普西翁省，始建於1821年12月2日，面積25.21平方公里，海拔高度3,286米，2005年人口1,598，人口密度每平方公里63人。